# إينشكي
إينشكي (بالكردية: Înîşkê‏) هي قرية عراقية ومصيف سياحي تقع في شمال شرق محافظة دهوك، ب[إقليم [كردستان العراق]] أقصى شمال العراق. أغلبية سكانها هم من المسيحيون الكلدان والآشوريين ويبلغ عددهم 370 نسمة، تشتهر القرية بوجود مصيف شلالات وأيضاً بكهف إينشكي. وفيها كنيسة مارت شموني.